# Цимметер, Альберт
Альберт Цимметер (нем. Albert Zimmeter, 5 июля 1848 — 15 декабря 1897) — австрийский ботаник.  

## Биография
Альберт Цимметер родился в городе Инсбрук 5 июля 1848 года.  
Он был профессором в местной средней школе. 
В 1875 году была опубликована его работа Verwandtschaftsverhältnisse und geographische Verbreitung der in Europa einheimischen Arten der Gattung Aquilegia.
Альберт Цимметер умер в городе Инсбрук 15 декабря 1897 года.  

## Научная деятельность
Альберт Цимметер специализировался на семенных растениях.    

## Научные работы
- Verwandtschaftsverhältnisse und geographische Verbreitung der in Europa einheimischen Arten der Gattung Aquilegia. 1875.
- Zur Frage der Einschleppung und Verwilderung von Pflanzen. In: Plant Systematics and Evolution. 38, Nr. 5, Springer, Wien Mai 1888.
- Aquilegia Einseleana F. Schultz und thalictrifolia Schott. In: Plant Systematics and Evolution. 43, Nr. 5, Springer, Wien Mai 1893.